# حامل منسل

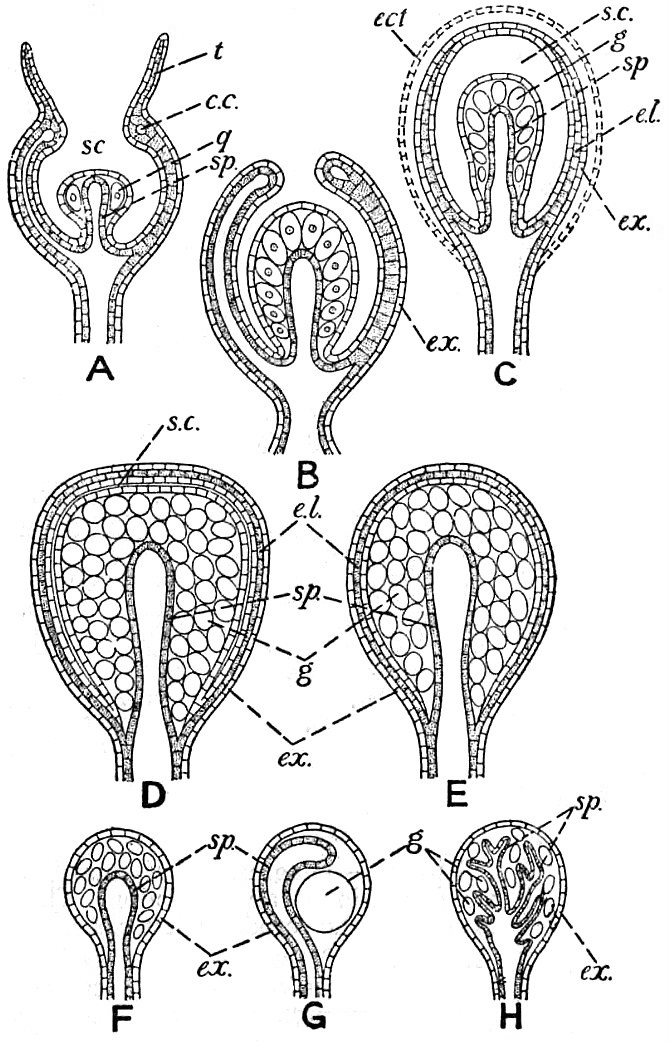
رسوم تخطيطية لهيكل حامل المنسل في الأبابيات المختلفة

حامل المَنْسَل أو حامل القُند هو عضو تناسلي في أفراد الأبابيات الذي ينتج الأمشاج.